# Ophioripa
Ophioripa is een geslacht van slangsterren uit de familie Ophiacanthidae.

## Soorten
- Ophioripa marginata Koehler, 1922
- Ophioripa nugator Koehler, 1922